# 深澤裕
深澤 裕（ふかざわ ひろし、1971年2月2日 - ）は、日本の物理学者。専門は、水と氷の物性。博士（工学）（北海道大学・1999年）。日本原子力研究開発機構研究主幹。「氷および氷内部の水溶液のラマン散乱および中性子散乱」の研究成果により、2001年2月に井上研究奨励賞を、同年3月に中谷宇吉郎科学奨励賞を受賞。2010年には「宇宙進化機構の解明に資する強誘電性氷の研究」の成果により、日本原子力研究開発機構研究開発功績賞を受賞。

## 生い立ち
1971年2月、北海道帯広市生まれ、札幌市育ち。札幌市立宮の森小学校、札幌市立向陵中学校、北海道札幌西高等学校を経て、1994年に北海道大学工学部応用物理学科を卒業。その後、1996年に北海道大学大学院工学研究科応用理学専攻修士課程を、1999年に北海道大学大学院工学研究科量子物理学工学専攻博士後期課程を修了し、博士（工学）を取得。学位論文は「氷および氷内部の水溶液のラマン散乱および中性子散乱」。北海道大学の前晋爾（現、北海道大学名誉教授）に師事。

## 学生時代
主に、ラマン分光法や中性子散乱、中性子回折法等の手法を用いて、南極氷床の氷の構造を研究。この研究により、南極の環境下で数万年スケールの長い歳月を経た氷が、通常の氷とは異なる構造を持つことを見いだす。また、その他にも、クラスレートハイドレートや、南極氷床氷中に含まれる火山イベントに由来するイオン、不純物を含有した人工氷を対象とした研究を行った。

## 博士取得後
1999年に北海道大学で博士（工学）の学位を取得した後は、茨城県つくば市にある高エネルギー加速器研究機構で研究員となる。ここでは、主に、加速器から発生する中性子線を用いて、氷および水の構造とダイナミクスを研究した。この成果として、水酸化カリウムを微量に含有した氷が特異な構造を持つことを明らかにしている。
2001年に渡米し、カリフォルニア大学バークレー校の研究員となる。また、アメリカのローレンス・バークレー国立研究所の研究員を兼務した。アメリカでは、表面科学の分野で著名なガボール・ソモライに師事し、氷の表面物性に関する研究を行った。
2003年3月に帰国し、同年4月より茨城県東海村にある日本原子力研究開発機構の研究員となる。2005年には同研究所の研究副主幹、2012年には研究主幹に昇任。日本原子力研究開発機構では、研究所内に設置された研究用原子炉JRR-3やアメリカのオークリッジ国立研究所にある研究用原子炉HFIRから発生する中性子線を用いて、強誘電性氷の構造に関する研究を進めた。この一連の研究により、氷のメモリー効果等の新しい現象が発見された。深澤らは、氷がメモリー効果を有することによって太陽系の惑星や衛星等に大量の強誘電性氷が存在し得ることを提案している。強誘電性氷の持つ有為なクーロン力は氷天体の合体成長を促すことから、太陽系惑星の形成や物質進化の謎の解明に資する研究として注目されている。

## 政治活動
2012年（平成24年）12月16日に行われた第46回衆議院議員総選挙では、日本維新の会から出馬したが、小選挙区の茨城6区で落選し（立候補者6人中4位）、重複立候補の比例区北関東ブロックでの復活当選もならなかった。